# Andreas Voglsammer
Andreas Voglsammer (ur. 9 stycznia 1992 w Rosenheim) – niemiecki piłkarz występujący na pozycji napastnika w niemieckim klubie Union Berlin. Wychowanek Bayernu Monachium, w trakcie swojej kariery grał także w takich zespołach, jak Karlsruher SC, 1860 Rosenheim, Unterhaching, 1. FC Heidenheim oraz Arminia Bielefeld. Młodzieżowy reprezentant Niemiec.